# 24956 Qiannan
24956 Qiannan è un asteroide della fascia principale. Scoperto nel 1997, presenta un'orbita caratterizzata da un semiasse maggiore pari a 3,1304450 UA e da un'eccentricità di 0,1557595, inclinata di 4,65738° rispetto all'eclittica.